# Pammene aceris
Pammene aceris är en fjärilsart som beskrevs av Aleksandr Sergeievich Danilevsky och Kuznetzov 1968. Pammene aceris ingår i släktet Pammene och familjen vecklare. Inga underarter finns listade i Catalogue of Life.